# Cyrograf

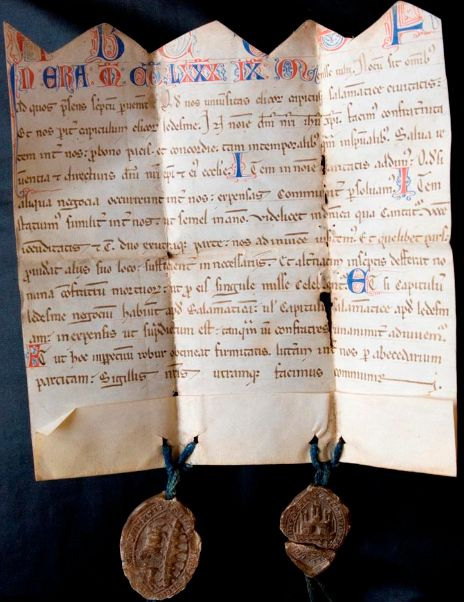
Cyrograf z 1252 roku dotyczący duchowieństwa hiszpańskiej wsi Ledesma

Cyrograf – zapożyczona z gr. nazwa dokumentu rękopiśmiennego (τό χειρόγραφον, cheirógraphon od χειρ – „ręka” i γράφειν – „pisać”) używana głównie w średniowieczu (łac. chirographum). Określało się tym mianem przeważnie dokumenty związane z działalnością prawno-prywatną jak umowy, kwity, zobowiązania czy rewersy (skrypty dłużne).
Z czasem pojęcie „cyrografu” przeniosło się w sferę podań ludowych szczególnie w romantyzmie. Cyrograf pojawia się w Fauście Goethego, gdzie tytułowy bohater zawiera umowę z diabłem. Również Adam Mickiewicz opisał cyrograf jako układ zawarty z diabłem, na mocy którego zły duch ma prawo do duszy człowieka, który podpisał cyrograf. Diabeł czynił w ten sposób zastaw za służenie podpisującemu przez pewien czas lub spełnienie jego określonych życzeń, ustalonych uprzednio w niniejszym „dokumencie”. W takim ujęciu cyrograf najczęściej podpisywany był krwią interesanta. Najbardziej popularnym polskim bohaterem podpisującym cyrograf jest Pan Twardowski.